# Mike Griffiths
Pour les articles homonymes, voir Griffiths.
Pas d'image ? Cliquez ici

a Compétitions nationales et continentales officielles uniquement.

b Matchs officiels uniquement.
Dernière mise à jour le 29 juillet 2025.
Mike Griffiths, né le 18 mars 1962 à Clydach Vale (pays de Galles), est un ancien joueur de rugby à XV. Il a joué avec l'équipe nationale du pays de Galles au poste de pilier. 

## Carrière
Mike Griffiths dispute son premier test match le 12 novembre 1988, contre les Samoa, et son dernier le 27 juin 1998 contre l'Afrique du Sud.
Il dispute trois matchs de la Coupe du monde 1991 et deux matches de celle de 1995.
Il a joué un test match avec les Barbarians contre les Barbarians français en 1989 au stade Charléty à Paris.

## Palmarès
- Sélections en équipe nationale : 35
- Sélections par année : 2 en 1988, 5 en 1989, 5 en 1990, 6 en 1991, 5 en 1992, 5 en 1993, 6 en 1995 et 1 en en 1998.
- Tournois des Cinq Nations disputés : 1989, 1990, 1991, 1992 et 1995.